# Featherstone (Staffordshire)
Featherstone – wieś w Anglii, w hrabstwie Staffordshire, w dystrykcie South Staffordshire. Leży 19 km na południe od miasta Stafford i 185 km na północny zachód od Londynu. W 2001 miejscowość liczyła 3948 mieszkańców.